# Castrillo de Duero
Castrillo de Duero település Spanyolországban, Valladolid tartományban. Castrillo de Duero Peñafiel, Bocos de Duero, San Martín de Rubiales, Nava de Roa, Cuevas de Provanco és Olmos de Peñafiel községekkel határos. Lakosainak száma 121 fő (2024).

## Népesség
A település népessége az utóbbi években az alábbiak szerint változott:
| Lakosok száma | 199  | 164  | 150  | 145  | 144  | 129  | 119  | 111  | 116  | 121  |
|               | 2001 | 2004 | 2007 | 2009 | 2012 | 2014 | 2017 | 2019 | 2022 | 2024 |